# Nikołaj Gusiew
Nikołaj Iwanowicz Gusiew (ros. Николай Иванович Гусев, ur. 14 listopada?/26 listopada 1897 Brodnikowo, zm. 16 maja 1962 w Moskwie) – radziecki dowódca wojskowy, generał pułkownik, weteran I wojny światowej, wojny domowej w Rosji i II wojny światowej.

## Życiorys
Urodził się we wsi Brodnikowo w obwodzie twerskim.
W kwietniu 1916 roku powołany do armii rosyjskiej, wziął udział w I wojnie światowej. W 1917 roku ukończył szkołę młodszych dowódców, posiadał stopień starszego podoficera.
We wrześniu 1918 roku wstąpił do Armii Czerwonej. Był młodszym dowódcą w 7 pułku kawalerii w Rżewie. Następnie od marca 1919 roku służył w 1 Północnym Pułku Kawalerii jako podoficer. Od września 1919 roku kwatermistrz samodzielnego dywizjonu kawalerii 51 Dywizji Strzeleckiej. Brał udział w walkach Froncie Zachodnim przeciwko wojskom gen. Kołczaka, a później na Froncie Południowo-Zachodnim i Froncie Południowym przeciwko wojskom gen. Wrangla i oddziałom Machny.
Po zakończeniu wojny domowej od lipca 1921 roku był dowódcą plutonu a następnie szwadronu w 51 pułku kawalerii, a od 1922 roku samodzielnego dywizjonu kawalerii w 51 Dywizji Strzeleckiej. W latach 1923 – 1924 był uczestnikiem wyższego kursu dowódców w Charkowie. Po jego ukończeniu nadal był dowódcą dywizjonu kawalerii w 51 Dywizji Strzeleckiej. Od lipca 1925 roku był pomocnikiem dowódcy 2 pułku kawalerii, a następnie szefem sztabu 1 pułku kawalerii w 1 Dywizji Kawalerii Czerwonych Kozaków. W latach 1928 – 1929 uczestniczył w kursie obrony przeciwlotniczej, a następnie kursie doskonalącym dowódców kawalerii w Nowoczerkasku. Po ich zakończeniu był dowódcą i komisarzem 2 pułku kawalerii, a później szefem sztabu 1 Dywizji Kawalerii Czerwonych Kozaków.
Od stycznia 1935 roku był szefem 2 i 4 wydziału w 4 oddziale Sztabu Armii Czerwonej. W listopadzie 1937 roku został sekretarzem komitetu partyjnego Sztabu, a we wrześniu 1939 roku - pełniącym obowiązki wojskowego komisarza Sztabu Armii Czerwonej. Od lipca 1940 roku był słuchaczem Akademii Sztabu Generalnego im. Woroszyłowa, którą ukończył w 1941 roku.
Po ataku Niemiec na ZSRR został dowódcą 25 Samodzielnej Dywizji Kawalerii, a w styczniu 1942 roku dowódcą 13 Korpusu Kawalerii. W dniu 26 czerwca 1942 roku został dowódcą 4 Armii na Froncie Wołchowskim, uczestnicząc w walkach w rejonie Leningradu i próbach przerwania jego blokady.
W dniu 30 października 1943 roku został dowódcą 20 Armii, znajdującej się w tym czasie w odwodzie Naczelnego Dowództwa, następnie wchodzącej w skład 2 Frontu Nadbałtyckiego i Leningradzkiego. 
W dniu 28 kwietnia 1944 roku został dowódcą 47 Armii, którą dowodził w czasie operacji brzesko-lubelskiej. W trakcie tej operacji we wrześniu 1944 roku armia uczestniczyła w wyzwoleniu prawobrzeżnej Warszawy. 
W dniu 15 grudnia 1944 roku został dowódcą 48 Armii, którą dowodził do końca wojny. Uczestniczyła ona w operacji wschodniopruskiej, docierając do zalewu Wiślanego w marcu 1945 roku, gdzie pozostała już na pozycjach obronnych do końca wojny.
Po zakończeniu wojny został dowódcą Kazańskiego Okręgu Wojskowego, do czasu jego rozformowania w 1946 roku. Następnie w lipcu 1946 roku został dowódcą 3 Armii w Słucku, a w marcu 1947 – 28 Armii w Grodnie. W kwietniu 1949 roku został dowódcą Samodzielnej Armii Zmechanizowanej w Rumunii, a w lipcu 1950 roku - głównym doradcą wojskowym Ministerstwa Obrony Czechosłowacji i równocześnie attaché wojskowym w Czechosłowacji.  W lipcu 1954 roku został zastępcą szefa 10 Zarządu Sztabu Generalnego Armii Radzieckiej. W maju 1956 roku został pierwszym zastępcą szefa sztabu Zjednoczonych Sił Zbrojnych Układu Warszawskiego. Od grudnia 1960 roku był szefem 10 Głównego Zarządu Sztabu Generalnego Armii Radzieckiej. 
Zmarł w Moskwie, pochowany został na cmentarzu Nowodziewiczym.

## Awanse
- kombrig (14 października 1939)
- generał major (9 grudnia 1941)
- generał porucznik (25 września 1943)
- generał pułkownik (5 maja 1945)

## Ordery i odznaczenia
- Order Lenina (dwukrotnie)
- Order Czerwonego Sztandaru (czterokrotnie)
- Order Suworowa I klasy (dwukrotnie)
- Order Czerwonej Gwiazdy
- Order „Znak Honoru”